# Aspariegos
Aspariegos é um município da Espanha na província de Zamora, comunidade autónoma de Castela e Leão, de área 41,91 km² com população de 305 habitantes (2007) e densidade populacional de 7,28 hab./km².

## Demografia
| Variação demográfica do município entre 1991 e 2004 | Variação demográfica do município entre 1991 e 2004 | Variação demográfica do município entre 1991 e 2004 | Variação demográfica do município entre 1991 e 2004 |
| --------------------------------------------------- | --------------------------------------------------- | --------------------------------------------------- | --------------------------------------------------- |
| 1991                                                | 1996                                                | 2001                                                | 2004                                                |
| 442                                                 | 414                                                 | 344                                                 | 319                                                 |